# Leykaul
Leykaul is een plaats in de deelgemeente Elsenborn van de Duitstalige gemeente Bütgenbach. De plaats ligt in de Belgische provincie Luik vlak bij de grensovergang met Duitsland.

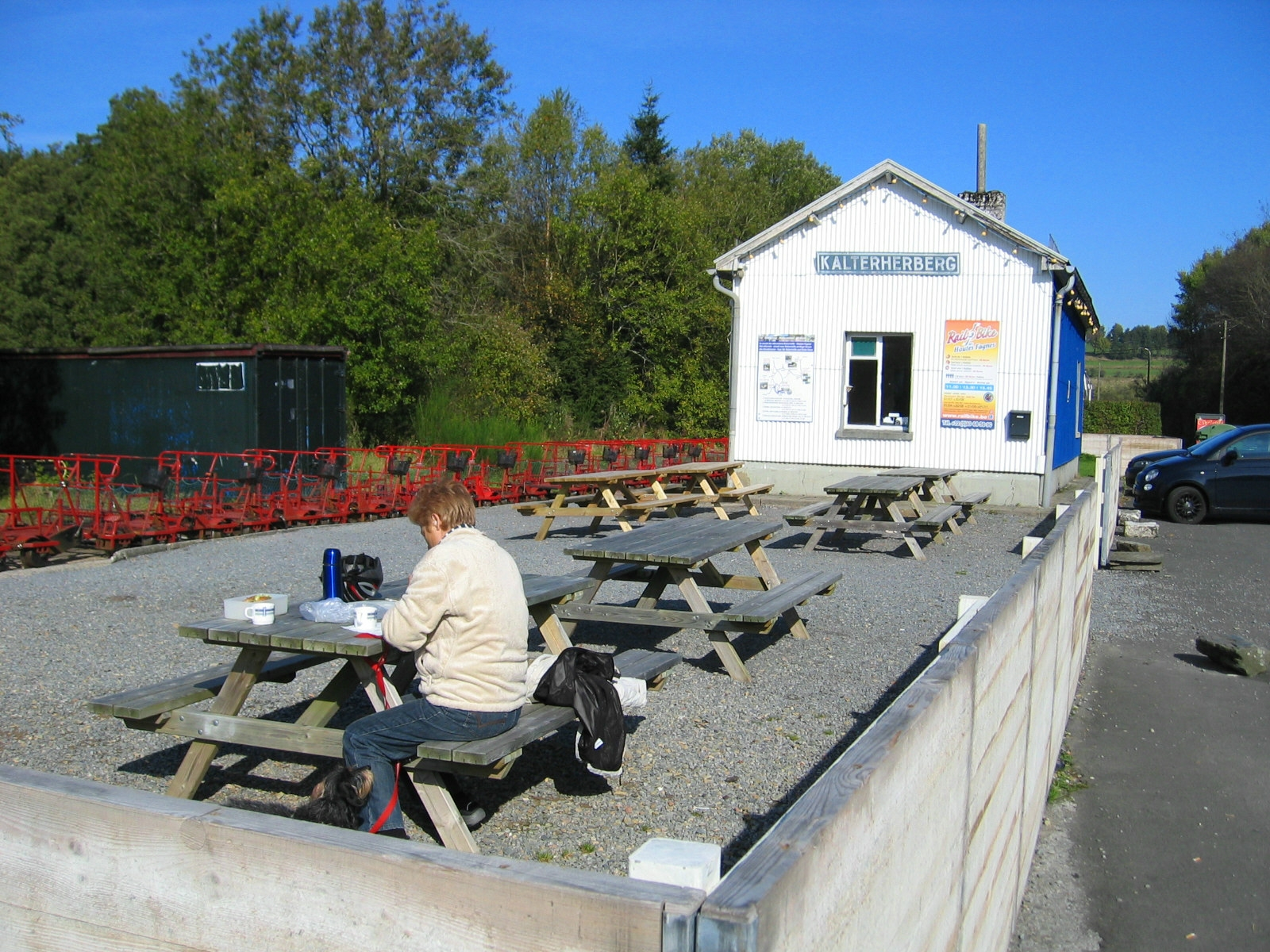
Voormalige Vennbahnstation Kalterherberg in Leykaul.

Deelgemeenten: Bütgenbach · Elsenborn

Overige kernen: Berg · Küchelscheid · Leykaul · Nidrum · Weywertz

Belgische gemeenten · Duitstalige Gemeenschap · Arrondissement Verviers · Luik · Wallonië